# Wilma Torres
Wilma Enrique Torres Peña (Anamorós, La Unión, El Salvador, 19 de abril de 1994) es un futbolista salvadoreño. Juega como centrocampista y su club actual es el Municipal Limeño de la Liga Pepsi.

## Clubes
Actualizado al último partido jugado el 19 de mayo de 2025.
| Club Deportivo Dragón · El Salvador               | 1.ª                 | 2014-15             | 25  | 0  | - | - | -  | - | 25  | 0  |
| Club Deportivo Dragón · El Salvador               | 1.ª                 | 2015-16             | 39  | 6  | - | - | -  | - | 39  | 6  |
| Club Deportivo Dragón · El Salvador               | Total               | Total               | 64  | 6  | 0 | 0 | 0  | 0 | 64  | 6  |
| Club Deportivo Luis Ángel Firpo · El Salvador     | 1.ª                 | 2016-17             | 42  | 7  | - | - | -  | - | 42  | 7  |
| Club Deportivo Luis Ángel Firpo · El Salvador     | 1.ª                 | 2017                | 19  | 1  | - | - | -  | - | 19  | 1  |
| Club Deportivo Luis Ángel Firpo · El Salvador     | Total               | Total               | 61  | 8  | 0 | 0 | 0  | 0 | 61  | 8  |
| Santa Tecla Fútbol Club · El Salvador             | 1.ª                 | 2018                | 26  | 9  | - | - | 2  | 0 | 28  | 9  |
| Santa Tecla Fútbol Club · El Salvador             | 1.ª                 | 2018-19             | 41  | 11 | - | - | 2  | 1 | 43  | 12 |
| Santa Tecla Fútbol Club · El Salvador             | 1.ª                 | 2019-20             | 32  | 6  | - | - | 4  | 0 | 36  | 6  |
| Santa Tecla Fútbol Club · El Salvador             | Total               | Total               | 99  | 26 | 0 | 0 | 8  | 1 | 107 | 27 |
| Club Deportivo FAS · El Salvador                  | 1.ª                 | 2020-21             | 35  | 10 | - | - | 1  | 0 | 36  | 10 |
| Club Deportivo FAS · El Salvador                  | 1.ª                 | 2021-22             | 43  | 7  | - | - | 2  | 1 | 45  | 8  |
| Club Deportivo FAS · El Salvador                  | 1.ª                 | 2022-23             | 35  | 4  | - | - | -  | - | 35  | 4  |
| Club Deportivo FAS · El Salvador                  | 1.ª                 | 2023-24             | 40  | 4  | - | - | 3  | 1 | 43  | 5  |
| Club Deportivo FAS · El Salvador                  | Total               | Total               | 153 | 25 | 0 | 0 | 6  | 2 | 159 | 27 |
| Club Deportivo Municipal Limeño · El Salvador     | 1.ª                 | 2024                | 17  | 0  | - | - | -  | - | 17  | 0  |
| Club Deportivo Municipal Limeño · El Salvador     | Total               | Total               | 17  | 0  | 0 | 0 | 0  | 0 | 17  | 0  |
| Club Deportivo Fuerte San Francisco · El Salvador | 1.ª                 | 2025                | 18  | 1  | - | - | -  | - | 18  | 1  |
| Club Deportivo Fuerte San Francisco · El Salvador | 1.ª                 | 2025-26             |     |    |   |   |    |   |     |    |
| Club Deportivo Fuerte San Francisco · El Salvador | Total               | Total               | 18  | 1  | 0 | 0 | 0  | 0 | 18  | 1  |
| Total en su carrera                               | Total en su carrera | Total en su carrera | 412 | 66 | 0 | 0 | 14 | 3 | 426 | 69 |
| (2) No incluye goles en partidos amistosos.       |                     |                     |     |    |   |   |    |   |     |    |

Segunda División de El Salvador
| Club                       | País        | Año         | Partidos | Goles |
| -------------------------- | ----------- | ----------- | -------- | ----- |
| Club Deportivo La Asunción | El Salvador | 2008 - 2014 | 98       | 13    |
| Total:                     | Total:      | Total:      | 98       | 13    |

### Selección nacional
| Selección                                   | Año                 | Partidos | Goles |
| ------------------------------------------- | ------------------- | -------- | ----- |
| El Salvador                                 |                     |          |       |
| 2021                                        | 1                   | 0        |       |
| Total en su carrera                         | Total en su carrera | 1        | 0     |
| Estadísticas hasta el 22 de agosto de 2021. |                     |          |       |

## Palmarés
| Título           | Club        | País        | Torneo        |
| ---------------- | ----------- | ----------- | ------------- |
| Primera División | Dragón      | El Salvador | Clausura 2016 |
| Primera División | Santa Tecla | El Salvador | Apertura 2018 |
| Copa El Salvador | Santa Tecla | El Salvador | 2018-19       |
| Primera División | FAS         | El Salvador | Clausura 2021 |
| Primera División | FAS         | El Salvador | Apertura 2022 |